# Stazione di Pettenasco
La stazione di Pettenasco è una fermata ferroviaria situata nell'omonimo comune in Piemonte, lungo la ferrovia Domodossola-Novara.

## Storia
Aperta ed inaugurata nel 1887, la stazione era dotata di un importante magazzino per il carico di prodotti locali, (frutta in particolare e verdura), per i quali Pettenasco fu il maggior produttore del Cusio sino alla fine degli anni 1930. Tali prodotti inizialmente destinati al nord della Provincia di Novara, successivamente trovarono grande smercio nella vicina Svizzera passando per il traforo del Sempione aperto al traffico merci e passeggeri nel 1906.
Fu ristrutturata nel 1984 in occasione del centenario dell'imponente viadotto sul torrente Pescone.

## Strutture e impianti

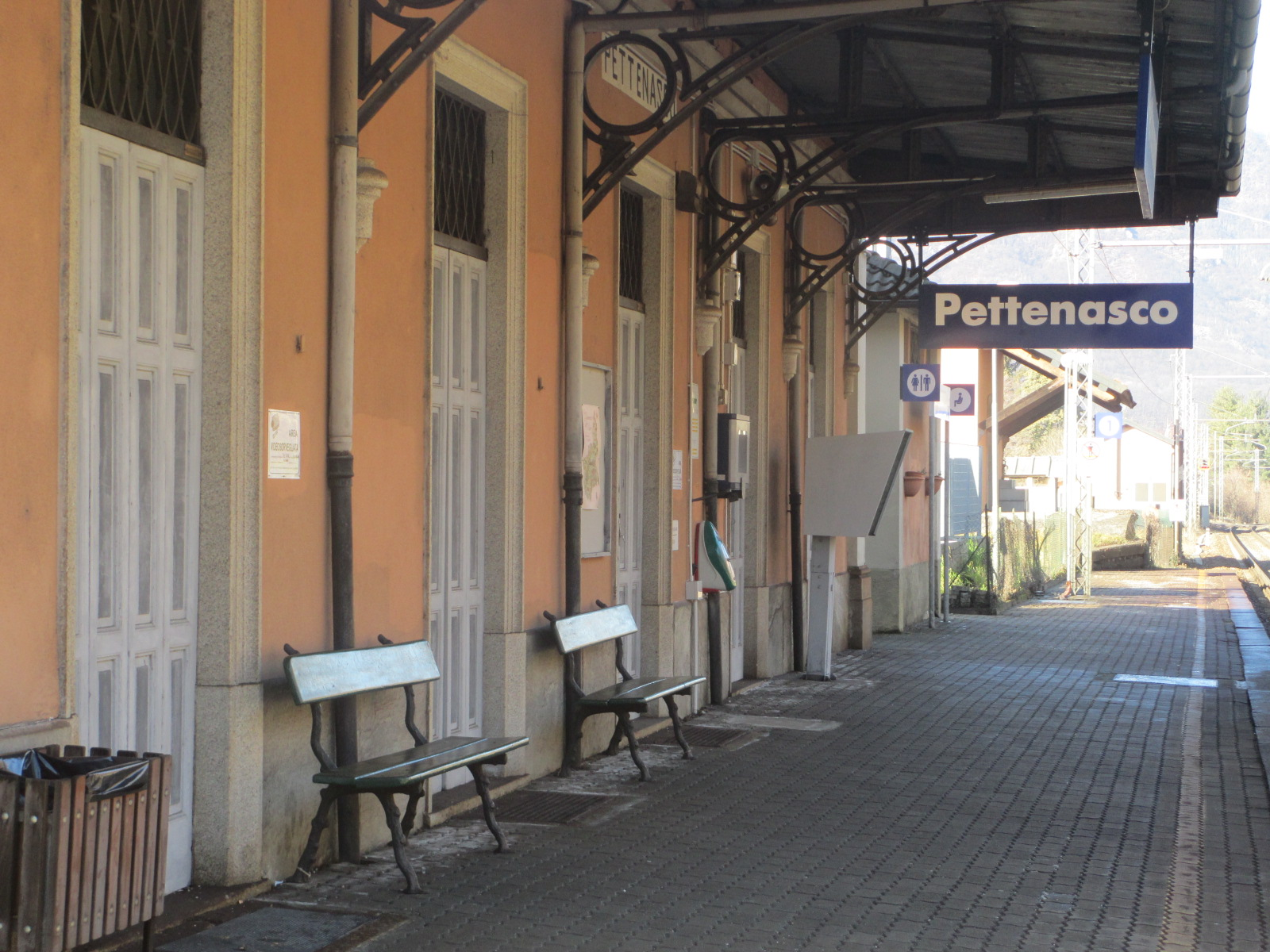
FV e servizi ai viaggiatori

La gestione degli impianti è affidata a Rete Ferroviaria Italiana.
La stazione è dotata di un binario servito da banchina per l'imbarco dei passeggeri.
Accanto al fabbricato viaggiatori è presente uno stabile sviluppato su un solo piano, di piccole dimensioni, che ospita la sala d'attesa e i servizi igienici.
Il fabbricato viaggiatori si sviluppa su due piani; fu chiuso in occasione della trasformazione dell'impianto in fermata impresenziata. Lo stabile è tinteggiato di arancione con persiane bianche. È inoltre dotato di una pensilina in ghisa che copre la banchina; quest'ultima è dotata di due panchine per l'attesa, un'obliteratrice e un monitor per segnalare gli arrivi, le partenze e l'eventuale ritardo dei treni .

## Movimento
Il traffico passeggeri è svolto da Trenitalia nell'ambito del contratto di servizio stipulato con la Regione Piemonte.

## Servizi
La stazione, classificata da RFI nella categoria bronze, dispone dei seguenti servizi:
- Sala d'attesa
- Servizi igienici